# Angerfist
Danny Masseling (* 20. června 1981 v Almere, Nizozemsko), známější pod svým pseudonymem Angerfist, je DJ tvořící hudbu ve stylu newstyle hardcore (odnož klasického hardcore).
Začátek jeho kariéry můžeme datovat na rok 2001, kdy poslal svou nahrávku Marku Vosovi (alias DJ Buzz Fuzz), hlavě BZRK Records. Buzzovi se nahrávka líbila, a tak Danny Masseling vydal svou první EP desku pod pseudonymem Menace II Society. Velmi rychle si vydobyl respekt na gabba scéně pro své nekompromisně agresivní a násilné beaty. Vydal také několik nahrávek pod pseudonymy Kid Morbid a Bloodcage.
Angerfistova self-prezentace se často týká témat masových vrahů a psychopatů. Členové live crew nosí masky.
25. března 2006 vyšlo první Angerfistovo album, Pissin' Razorbladez.

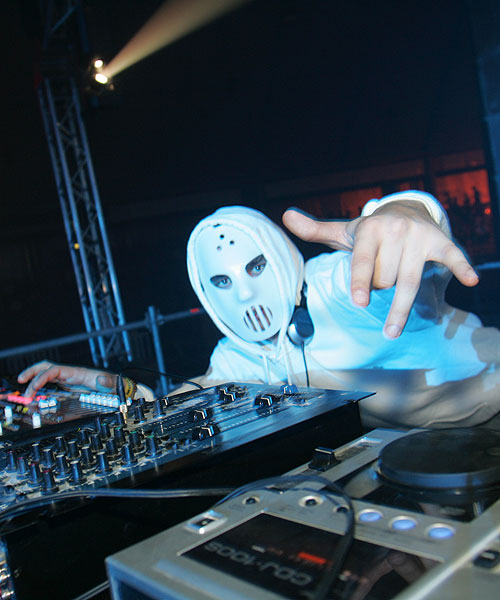
Angerfist v září 2005

## Diskografie
- 2002 - Criminally Insane (Overload Records)
- 2003 - Breakin' Down Society EP (Masters of Hardcore)
- 2003 - Sons Of Satan E.P. (Masters of Hardcore)
- 2004 - Raise Your Fist EP (Masters of Hardcore)
- 2006 - Broken Chain EP (Masters of Hardcore)
- 2006 - Pissin' Razorbladez (Masters of Hardcore)
- 2006 - Towards Isolation (Masters of Hardcore)
- 2008 - Alles Kut Enter (Masters Of Hardcore)
- 2008 - Mutilate (Masters Of Hardcore)
- 2008 - Mutilate EP (Masters Of Hardcore)
- 2011 - Retaliate (Masters Of Hardcore)
- 2012 - The Deadfaced Dimension (Masters Of Hardcore)
- 2015 - Raise & Revolt (Masters Of Hardcore)
- 2017 - Creed Of Chaos (Masters Of Hardcore)
- 2019 - Diabolic Dice (Masters Of Hardcore)